# الكويت في بطولة العالم للألعاب المائية 2024
الكويت شاركت في بطولة العالم للألعاب المائية 2024 في الدوحة، قطر من 2 إلى 18 فبراير.

## المنافسون
فيما يلي قائمة المتنافسين في البطولة.
| الرياضة  | رجال | نساء | الإجمالي |
| -------- | ---- | ---- | -------- |
| السباحة  | 4    | 1    | 5        |
| الإجمالي | 4    | 1    | 5        |

## السباحة
دخلت الكويت 5 سباحين.
رجال
| السباح       | السباق         | التصفيات | التصفيات | نصف النهائي | نصف النهائي | النهائي  | النهائي  |
| السباح       | السباق         | الوقت    | الترتيب  | الوقت       | الترتيب     | الوقت    | الترتيب  |
| ------------ | -------------- | -------- | -------- | ----------- | ----------- | -------- | -------- |
| خالد العتيبي | 200 متر حر ‏    | 1:58.02  | 59       | لم يتأهل    | لم يتأهل    | لم يتأهل | لم يتأهل |
| خالد العتيبي | 400 متر حر ‏    | 4:14.64  | 51       | —           | —           | لم يتأهل | لم يتأهل |
| محمد العتيبي | 50 متر فراشة ‏  | 27.41    | 52       | لم يتأهل    | لم يتأهل    | لم يتأهل | لم يتأهل |
| محمد العتيبي | 100 متر فراشة ‏ | 58.47    | 53       | لم يتأهل    | لم يتأهل    | لم يتأهل | لم يتأهل |
| راشد الطرموم | 50 متر صدر ‏    | 29.95    | 46       | لم يتأهل    | لم يتأهل    | لم يتأهل | لم يتأهل |
| راشد الطرموم | 100 متر صدر ‏   | لم يبدأ  | لم يبدأ  | لم يتأهل    | لم يتأهل    | لم يتأهل | لم يتأهل |
| محمد زبيد    | 50 متر حر ‏     | 24.25    | 66       | لم يتأهل    | لم يتأهل    | لم يتأهل | لم يتأهل |
| محمد زبيد    | 100 متر حر ‏    | 52.21    | 65       | لم يتأهل    | لم يتأهل    | لم يتأهل | لم يتأهل |

نساء
| السباحة   | السباق       | التصفيات | التصفيات | نصف النهائي | نصف النهائي | النهائي  | النهائي  |
| السباحة   | السباق       | الوقت    | الترتيب  | الوقت       | الترتيب     | الوقت    | الترتيب  |
| --------- | ------------ | -------- | -------- | ----------- | ----------- | -------- | -------- |
| لارا دشتي | 50 متر حر ‏   | 29.27    | 78       | لم تتأهل    | لم تتأهل    | لم تتأهل | لم تتأهل |
| لارا دشتي | 100 متر صدر ‏ | 1:18.83  | 47       | لم تتأهل    | لم تتأهل    | لم تتأهل | لم تتأهل |